# Ocobie
Ocobie (em ibo: Okob(i)e) é uma cidade do estado de Rios, na área de Ahoada Oeste, na Nigéria. Em 2016, havia 36 654 habitantes.